# Paul Prets
Paul Prets, né le 29 juin 1919 à Kópháza et mort le 27 octobre 1996 à Eisenstadt, est un militaire, résistant et fonctionnaire français d'origine hongroise, Compagnon de la Libération. 

## Biographie

### Jeunesse et formation
Fils d'un menuisier et d'une ménagère, Paul Prets naît le 29 juin 1919 à Kópháza, alors en République des conseils de Hongrie. En 1936, il s'engage dans la Légion étrangère et est stationné en Afrique du Nord jusqu'en septembre 1939.

### Seconde Guerre mondiale
Affecté à la 13e demi-brigade de Légion étrangère (13e DBLE), il prend part à la campagne de Norvège au printemps 1940. Ses qualités de tireur au fusil-mitrailleur lui valent une citation à l'ordre du corps d'armée. À l'issue de cette campagne, la 13e DBLE débarque en Bretagne en vue de participer à la bataille de France. Mais devant l'avancée des troupes allemandes, elle est immédiatement rembarquée et se réfugie en Angleterre. Le 29 juin 1940, Paul Prets fait partie du groupe de légionnaires qui décident de se rallier à la France libre.
Engagé dans la campagne du Gabon en octobre 1940, il participe ensuite à la campagne d'Afrique de l'Est au cours de laquelle, le 13 mars 1941 en Érythrée, il est blessé aux jambes par des éclats d'obus et au bras par une balle. Hospitalisé au Levant, il passe ensuite un an de convalescence en Inde. De nouveau sur pied, il est promu sergent et rejoint la 13e DBLE en Égypte. Le 24 octobre 1942, au cours de la seconde bataille d'El Alamein, il est à nouveau blessé par une balle qui le touche à la tête. Il retrouve de nouveau son unité après quelques mois de convalescence en Libye pour participer avec elle à la campagne de Tunisie en 1943. L'année suivante, promu sergent-chef, il prend part à la campagne d'Italie. 
En août 1944, il participe au débarquement de Provence et à la Libération de la France. Le 1er décembre 1944, au cours de la bataille des Vosges, il subit sa troisième blessure lorsqu'il est atteint au bras par un éclat d'obus puis, à peine rentré de convalescence, sa quatrième lorsqu'il reçoit une balle dans le genou le 23 janvier 1945 à Illhaeusern.

### Après-Guerre
Après le conflit, Paul Prets reste dans l'armée et reçoit la nationalité française. Stationné d'abord à Madagascar, il participe ensuite à la guerre d'Indochine puis à la guerre d'Algérie avant de prendre sa retraite militaire en 1956 avec le grade d'adjudant-chef. Il part alors pour l'Autriche où il devient huissier à l'Ambassade de France à Vienne.
Paul Prets meurt le 27 octobre 1996 à Eisenstadt, en Autriche, où il est inhumé.

## Décorations
|  |  |  |
|  |  |  |
|  |  |  |
|  |  |  |

| Commandeur de la Légion d'Honneur                                                                    | Commandeur de la Légion d'Honneur                                                                    | Commandeur de la Légion d'Honneur                                                                    | Compagnon de la Libération Par décret du 7 mars 1945    | Compagnon de la Libération Par décret du 7 mars 1945    | Compagnon de la Libération Par décret du 7 mars 1945    | Médaille militaire                                | Médaille militaire                                | Médaille militaire                                |
| Croix de guerre 1939-1945 (France) Avec deux palmes, une étoile de vermeil et deux étoiles de bronze | Croix de guerre 1939-1945 (France) Avec deux palmes, une étoile de vermeil et deux étoiles de bronze | Croix de guerre 1939-1945 (France) Avec deux palmes, une étoile de vermeil et deux étoiles de bronze | Croix de guerre des Théâtres d'opérations extérieurs    | Croix de guerre des Théâtres d'opérations extérieurs    | Croix de guerre des Théâtres d'opérations extérieurs    | Médaille des blessés de guerre                    | Médaille des blessés de guerre                    | Médaille des blessés de guerre                    |
| Médaille coloniale Avec agrafes "Érythrée", "Tunisie", "Madagascar" et "Extrême-Orient"              | Médaille coloniale Avec agrafes "Érythrée", "Tunisie", "Madagascar" et "Extrême-Orient"              | Médaille coloniale Avec agrafes "Érythrée", "Tunisie", "Madagascar" et "Extrême-Orient"              | Médaille commémorative française de la guerre 1939-1945 | Médaille commémorative française de la guerre 1939-1945 | Médaille commémorative française de la guerre 1939-1945 | Médaille commémorative de la campagne d'Indochine | Médaille commémorative de la campagne d'Indochine | Médaille commémorative de la campagne d'Indochine |
| Chevalier de l'Ordre de l'Étoile d'Anjouan                                                           | Chevalier de l'Ordre de l'Étoile d'Anjouan                                                           | Chevalier de l'Ordre de l'Étoile d'Anjouan                                                           | Military Medal (Royaume-Uni)                            | Military Medal (Royaume-Uni)                            | Military Medal (Royaume-Uni)                            | Croix de Guerre (Norvège)                         | Croix de Guerre (Norvège)                         | Croix de Guerre (Norvège)                         |